# Patrick Baird
Pour les articles homonymes, voir Baird.
Patrick Baird, mort en 1761, est un officier de la Royal Navy. Il sert durant la guerre de Succession d'Autriche et  la guerre de Sept Ans, atteignant le rang de captain.

## Biographie

### Guerre de Succession d’Autriche (1740 - 1748)
Patrick Baird est nommé lieutenant le 29 novembre 1738.
Il commande le Fly, un sloop portant 8 canons, de 1746 à 1747, puis le vaisseau de ligne Rainbow de 44 canons, de mai 1747 à 1749, ayant été nommé captain le 27 mai 1747.
Il obtient le commandement du Shoreham, en 1749, puis, à partir de juin 1749, celui du Surprize (en), qu'il conserve jusqu'en 1754.

### Guerre de Sept Ans (1756 - 1763)
C'est à bord du Portland, dont il obtient le commandement en juin 1755, qu'il participe à la bataille de Minorque le 20 mai 1756. Le combat naval met aux prises l'escadre française de Toulon, commandée par La Galissonière, à celle de John Byng, arrivé de Gibraltar pour secourir l'île où vient de débarquer l'armée du maréchal de Richelieu.
Patrick Baird conserve ce poste jusqu'en juin 1756, date à laquelle il passe sur le Defiance, un vaisseau de ligne de quatrième rang de 58 canons. Il prend part au siège de Louisbourg de juin 1758 au 27 juillet suivant au cours duquel les forces anglaises assiègent l'établissement français de Louisbourg, sur l'île Royale en Nouvelle-France.
Au commandement du Defiance toujours, il participe à la bataille des Cardinaux le 20 novembre 1759, dans l'escadre blanche, ou arrière-garde, commandée par Francis Geary, contre-amiral de la Bleue, arborant sa marque sur le Resolution.